# Lied (старинная музыка)
Lied (с нем. — «песня») — старинная немецкая полифоническая светская песня, обычно 4-голосная, в строфической форме. Время расцвета — вторая половина XV века и первые три четверти XVI века.

## Термин
В Германии слово Lied (множественное число Lieder) употребляется по отношению к любым песням на немецкий поэтический текст — как одноголосным (например, немецким народным, песням миннезингеров и мейстерзингеров), так и многоголосным (например, полифонические Lieder О. Лассо, но также Lieder романтиков XIX века, например, Ф. Шуберта).
В специфическом значении старинной немецкой полифонической песни немецкоязычные авторы используют уточнение mehrstimmiges Lied, англоязычные — polyphonic lied. Lied, написанную на cantus firmus, в немецком музыкознании (начиная с XX века) часто называют «теноровой песней» (нем. Tenorlied). Последний термин ныне считается условным, поскольку монодическая песня (как основа многоголосной обработки) могла располагаться не только в теноре, но и в верхнем голосе (дисканте, отсюда Discantlied). Многоголосные песни шутливого содержания (так называемые «песни-перечни») назывались «кводлибетами» (как, например, в сборнике В. Шмельцля, 1544).
В русском музыкознании немецкое слово Lied обычно переводят как «песня» (например, говорят «песни Ф. Шуберта», а не «Lieder Ф. Шуберта»), за исключением терминологического значения «старинная немецкая полифоническая песня», для которого Lied оставляют без перевода (точно так же, как это делают французские и англоязычные авторы).

## Краткая характеристика
Старейшие образцы Lied датируются началом XV века. Временем её расцвета считается период со второй половины XV до последней четверти XVI века, когда Lied была вытеснена иными вокальными и инструментальными музыкальными жанрами из (модной тогда) Италии.
От французской полифонической песни (шансон), которая процветала примерно в то же время, Lied, во-первых, отличались стихами — народными или стилизованными под «народное простодушие». Во-вторых, Lied гораздо чаще, чем шансон, писали на народные или на псевдо-народные мелодии. Поскольку текстомузыкальная форма Lied предполагала использование одной и той же музыки для строф различного содержания, жанр Lied оставлял мало места для композиторских изысков в корреляции музыки и текста — музыкальной звукописи, музыкальной риторики и т. п. — в отличие, например, от итальянского мадригала и других «продвинутых» жанров светской и духовной музыки со сквозным развитием в форме.
Ранние образцы Lied собраны в немецких рукописных песенниках второй половины XV века, самые известные из них:
- Лохамский песенник (Lochamer Liederbuch, ок. 1452-60, происходит, возможно, из Нюрнберга); содержит 2 двухголосные и 7 трехголосных песен.
- Шеделевский песенник (Schedelsches Liederbuch Архивная копия от 25 декабря 2015 на Wayback Machine, 1460-е гг., Нюрнберг); всего 69 пьес разного регионального происхождения, немецкие песни преимущественно анонимны.
- Песенник из Глогау (Glogauer Liederbuch, ок. 1480); 70 песен.

Среди авторов Lied не только немцы, но и композиторы других национальностей, владевшие немецким языком и трудившиеся при дворах аристократов в Германии или в землях, находившихся в сфере её культурного влияния: П. Хофхаймер (например, «Nach willen dein mich dir allein»), Х. Изак (знаменитый пример — его 4-голосная песня «Innsbruck, ich muss dich lassen»), Г. Форстер (5 сборников «teutsche Liedlein», 1539—1556), Г. Финк («Greiner zanner», «Ach herzig’s herz»), М. Грейтер, особенно Л. Зенфль («Ach Elslein, liebes Elselein»). Из поздних композиторов, сочинявших немецкие Lieder, выделяются О. Лассо (сборник 1567 г., песни «Ich hab ein Mann, der gar nichts kann», «Ich weiß mir ein Meidlein hübsch und fein», и др.), Л. Лехнер (7 сборников, опубликованных в 1576-89), А. Утендаль (1574) и А. Сканделло (сборники 1568, 1570, 1575 гг.).

## Интерпретация
Интерпретация Lied дискуссионна в науке и противоречива в практике исполнительства. В первой половине XX века (Шеринг, Мозер и др.) господствовала точка зрения, согласно которой петь в Lied должен только тенор (как фундаментальный голос в музыке полифонического склада), а остальные голоса следует разыгрывать на музыкальных инструментах. «Доказательством» такой интерпретации считалось наличие подтекстовки только в теноровом поголоснике; другие голоса ранние издатели Lied традиционно не подтекстовывали. Согласно другой точке зрения (Геринг, Зайдель, Кейль), Lied начиная с самых первых известных образцов могла исполняться силами одних вокалистов, хотя интерпретация смешанным вокально-инструментальным составом также не исключается.

## Рецепция
Lied послужила одним из важнейших мелодических источников церковных песен лютеран, а склад моноритмической Lied — стилевым прототипом протестантского хорала.

## Тематические каталоги
- Das Tenorlied: mehrstimmige Lieder in deutschen Quellen 1450—1580, hrsg. v. N. Böker-Heil, H. Heckmann, I. Kindermann // Catalogus musicus, 9-11. Kassel: Bärenreiter, 1979-86 (RISM-Sonderband). ISBN 9783761806289.